# В'язмітінов Сергій Кузьмич
Граф (с 19 августа 1818) Серге́й Кузьми́ч (Козьмич) В'язмітінов (7 [18] жовтня 1744, Рильський повіт, Бєлгородська губернія — 15 [27] жовтня 1819, Санкт-Петербург) — перший військовий міністр Російської імперії (1802—1808), голова Комітету міністрів (1812—1816), міністр поліції (1812—1819), головнокомандувач у Санкт-Петербурзі (1805, 1812), санкт-петербурзький військовий генерал-губернатор (1816—1818).

## Біографія
Син небагатого поміщика з роду В'язмітінових, племінник Я. І. Булгакова. Десяти років від народження був записаний унтерофіцером в Обсерваційний корпус, в 1761 році вивищений до прапорщика і переведений в ландміліційний український корпус. Не мавши зв'язків, швидко зробив кар'єру. Через десять років він був уже підполковником та ад'ютантом графа П. О. Рум'янцева.
Першу війну з турками розпочав на посаді флігель-ад'ютанта графа З. Г. Чернишова. Вивищений у 1777 році до полковника, він отримав у командування Астраханський піхотний полк. У 1784 році вивищений до бригадира; в 1786 р. — до генерал-майора, і йому доручили сформувати Астраханський гренадерський полк, командиром якого й призначили.
У війну 1787 р. з Туреччиною В'язмітінов відправлений на театр військових дій із загоном гренадерських та єгерських батальйонів і взяв участь у взятті фортець Хотина, Аккермана та Бендер, нагороджений орденом св. Володимира 2-го ступеня. У 1790 році був призначений правителем Могильовського намісництва та командиром Білозерського єгерського корпусу.
У 1793 році — генерал-поручник, у 1794 році він був призначений сенатором і виконуючим посаду Уфимського і Симбірського генерал-губернатора, а в 1795 р. — командувачем Оренбурзьким корпусом з особливим дорученням — навести лад серед казахів і наполягти на обранні ними ханом Єсіма.
Вдало виконавши це доручення, В'язмітінов призначений в 1798 році шефом Московського мушкетерського полку і оренбурзьким військовим губернатором, у 1797 р. — комендантом Петропавлівської фортеці, а потім членом військової колегії і керуючим комісаріатським департаментом. В'язмітінов ввів у відомстві нові штати і швидко виготовив для армії обмундирування нового зразка, в 1798 році проведений командуванням в генерали від інфантерії.
За Павла I потрапив в опалу і в 1799 вийшов у відставку. Олександр I в 1801 знову викликав В'язмітінова на службу, доручивши йому спочатку управління малоросійськими губерніями, а потім призначивши віцепрезидентом Військової колегії. Це несподіване піднесення висміяне в анонімній сатирі «А ти, холоп винової масті…».
З утворенням в 1802 році міністерства військово-сухопутних справ В'язмітінов призначений військовим міністром, і на його частку випали всі труднощі організації нового міністерства: заснована тимчасова канцелярія військового міністра, перетворена потім на департамент, упорядкована діяльність військової колегії, інженерна частина відокремлена від артилерії та заснована особлива інженерна експедиція, реорганізовано управління та завідування фортецями та артилерією та засновано особливий комітет для розгляду проєктів щодо покращення артилерії; об'єднані в одне відомство провіантський та комісаріатський департаменти, перетворено генерал-аудиторіат, посилено армію, і в ній введено на нових засадах дивізійну організацію; введено земське ополчення і зроблено багато іншого.
Від'їжджаючи 1805 року в театр війни, Олександр I доручив В'язмітінову керування Санкт-Петербургом зі званням головнокомандувача, що він і носив у час відсутності государя. У 1808 році, стомлений роботами з улаштування військового міністерства, В'язмітінов на прохання був звільнений у відставку, але з утворенням Державної ради (1810 р.) призначений його членом, а в 1812 році — головою комітету міністрів. На час відсутності імператора та О. Д. Балашова йому доручено завідування міністерством поліції та управління Петербургом. 31 березня 1812 р. затверджений присутнім сенатором у 1-му департаменті та загальних зборах, коли він час для цього матиме.

Як адміністратор В'язмітінов поводився вкрай обережно. Під час Вітчизняної війни 1812 року він не допустив у Петербурзі такої шпигуноманії, яка панувала в Москві за Ф. В. Ростопчіна. Вігель атестує В'язмітінова як «старовинного, чесного, вірного та відданого російського холопа» і звинувачує у надмірному чиноповажанні:
Его доброта и честность были столь же известны, как ум его и деятельность: трудолюбием и долговременною беспорочною службой единственно попал он наконец в люди. К сожалению, нахождение его в малых чинах при лицах строгих и не весьма вежливых начальников оставило в нём какое-то раболепство, не согласное с достоинством, которое необходимо для человека, поставленного на высокую степень.— «Записки» Вігеля
У 1816 році С. К. В'язмітінов отримав посаду санкт-петербурзького військового губернатора. При ньому Стрілка Васильєвського острова одягнулася в граніт, прийнято «Постанову про тротуари», на виконання якої дерев'яні тротуари почали замінювати на кам'яні. Розпочато роботи з розбудови Адміралтейства та Ісаакіївського собору. Наприкінці життя став проситися у відставку через хворобу. Напередодні зняття з генерал-губернаторської посади отримав титул графа з можливістю передати його нащадкам, яких він не мав. .
Як керуючий міністерством поліції відзначився тим, що в 1814 р. заборонив публікувати критику гри акторів імператорських театрів, а також «зауваження на адресу осіб, які перебувають на державній службі».
Сергій Кузьмич В'язмітінов помер 15 жовтня 1819 року. Повідомляючи про смерть О. Аракчеєву, імператор Олександр писав: «Смерть С. К. мене дуже засмутила і засмучує в моїх міркуваннях». Похований у Лазарівській усипальниці Олександро-Невської лаври.

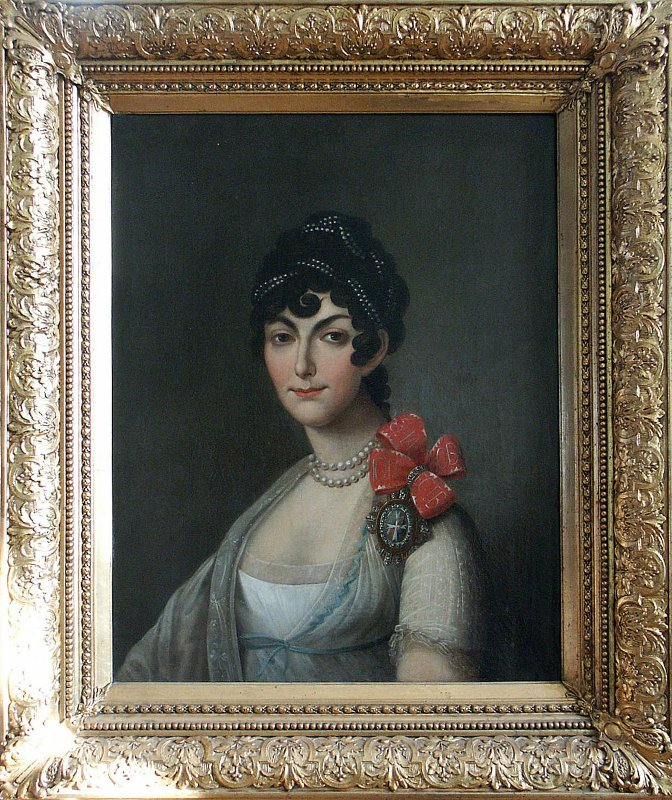
Олександра В'язмітінова, дружина

## Нагороди
- Орден Святого Володимира 2-го ступеня (22.09.1792)
- Орден Святої Анни 1-го ступеня (05.04.1797)
- Орден Святого Олександра Невського (03.05.1798)
- Орден Святого Іоанна Єрусалимського, великий командорський хрест (09.04.1799)
- Діамантові знаки до ордена Святого Олександра Невського (12.12.1805)
- Орден Святого Андрія Первозванного (30.08.1814)

## Приватне життя та інтереси
Дружина (з 1786) — Олександра Миколаївна Енгельгардт (1767—1848), дочка могильовського намісника М. Б. Енгельгардта, випускниця Смольного інституту. З 15 вересня 1804 року — кавалерствена дама ордена Святої Катерини. Подружжя жило незгодно і дітей не мали. Роман В'язмітінової з генерал-прокурором П. В. Лопухіним був висміяний в анонімних віршах і, ймовірно, спричинив до опали її чоловіка при Павлі I. Померла в Петербурзі та похована на цвинтарі Олександро-Невської лаври.
В'язмітінов відвідував літературні вечори в адмірала О. С. Шишкова. С. П. Жихарєв висловлював думку, що «любов його до словесності, бажання стежити за її успіхами і повагу до праць літераторів заслуговують на те, щоб перед ним відчинилися двері і самої Академії». Справді, 1818 року Академія Російська обрала його своїм почесним членом.
За свідченням швагра Л. М. Енгельгардта, В'язмітінов грав на віолончелі і не пропускав у Петербурзі жодної театральної прем'єри. Навіть він помер, збираючись їхати на бенефіс Є. Колосової. У 1781 році написав на музику Фрейліха оперу «Нове сімейство», яка була поставлена в чернишівському маєтку Чечерську до приїзду спадкоємця престолу Павла Петровича в намісництво його тестя Енгельгардта.